# Аршам
Арша́м (фр. Archamps) — муніципалітет у Франції, у регіоні Овернь-Рона-Альпи, департамент Верхня Савоя. Населення — 2542 особи (01.01.2021).
Муніципалітет розташований на відстані близько 420 км на південний схід від Парижа, 110 км на північний схід від Ліона, 25 км на північ від Ансі.

## Історія
До 2015 року муніципалітет перебував у складі регіону Рона-Альпи. Від 1 січня 2016 року належить до нового об'єднаного регіону Овернь-Рона-Альпи.

## Демографія
Динаміка населення (INSEE ):
Розподіл населення за віком та статтю (2006):
| Стать | Всього | До 15 років | 15-24 | 25-44 | 45-64 | 65-85 | Понад 85 |
| --- | ------ | ----------- | ----- | ----- | ----- | ----- | -------- |
| Чоловіки | 821    | 182         | 70    | 275   | 197   | 89    | 8        |
| Жінки | 812    | 147         | 89    | 259   | 209   | 104   | 4        |
| \| Статево-вікова піраміда \| Статево-вікова піраміда \| Статево-вікова піраміда \| \| ----------------------- \| ----------------------- \| ----------------------- \| \| Чоловіки \| Вік \| Жінки \| \| 8 \| 85 + \| 4 \| \| 12 \| 80-84 \| 19 \| \| 19 \| 75-79 \| 35 \| \| 35 \| 70-74 \| 15 \| \| 23 \| 65-69 \| 35 \| \| 27 \| 60-64 \| 50 \| \| 43 \| 55-59 \| 39 \| \| 54 \| 50-54 \| 62 \| \| 73 \| 45-49 \| 58 \| \| 58 \| 40-44 \| 50 \| \| 66 \| 35-39 \| 70 \| \| 81 \| 30-34 \| 112 \| \| 70 \| 25-29 \| 27 \| \| 39 \| 20-24 \| 46 \| \| 31 \| 15-20 \| 43 \| \| 39 \| 10-14 \| 39 \| \| 70 \| 5-9 \| 35 \| \| 73 \| 0-4 \| 73 \| |        |             |       |       |       |       |          |
| Статево-вікова піраміда |        |             |       |       |       |       |          |
| Чоловіки | Вік    | Жінки       |       |       |       |       |          |
| 8 | 85 +   | 4           |       |       |       |       |          |
| 12 | 80-84  | 19          |       |       |       |       |          |
| 19 | 75-79  | 35          |       |       |       |       |          |
| 35 | 70-74  | 15          |       |       |       |       |          |
| 23 | 65-69  | 35          |       |       |       |       |          |
| 27 | 60-64  | 50          |       |       |       |       |          |
| 43 | 55-59  | 39          |       |       |       |       |          |
| 54 | 50-54  | 62          |       |       |       |       |          |
| 73 | 45-49  | 58          |       |       |       |       |          |
| 58 | 40-44  | 50          |       |       |       |       |          |
| 66 | 35-39  | 70          |       |       |       |       |          |
| 81 | 30-34  | 112         |       |       |       |       |          |
| 70 | 25-29  | 27          |       |       |       |       |          |
| 39 | 20-24  | 46          |       |       |       |       |          |
| 31 | 15-20  | 43          |       |       |       |       |          |
| 39 | 10-14  | 39          |       |       |       |       |          |
| 70 | 5-9    | 35          |       |       |       |       |          |
| 73 | 0-4    | 73          |       |       |       |       |          |

## Економіка
2010 року серед 1462 осіб працездатного віку (15—64 років) 1212 були активними, 250 — неактивними (показник активності 82,9%, у 1999 році було 77,5%). З 1212 активних мешканців працювало 1127 осіб (619 чоловіків та 508 жінок), безробітними було 85 (48 чоловіків та 37 жінок). Серед 250 неактивних 122 особи були учнями чи студентами, 47 — пенсіонерами, 81 була неактивною з інших причин.

У 2010 році в муніципалітеті числилось 874 оподатковані домогосподарства, у яких проживали 2073,5 особи, медіана доходів виносила 40 284 євро на одного особоспоживача

## Освіта та Наука
У місті базується Європейський науковий інститут (European Scientific Insitute, ESI), який займається організацією міжнародних короткострокових шкіл з фізики високих енергій, прискорювачів, а також медичної фізики.